# Volta Ciclista a Catalunya 1995
La Volta Ciclista a Catalunya 1995, settantacinquesima edizione della corsa, si svolse in sette tappe, precedute da un prologo, dal 15 al 22 giugno 1995, per un percorso totale di 1146,1 km, con partenza da Manlleu e arrivo ad Olot. La vittoria fu appannaggio del franceseLaurent Jalabert, che completò il percorso in 29h24'54", precedendo gli spagnoli Melchor Mauri e 
Jesús Montoya.

## Tappe
| Tappa  | Data      | Percorso                                    | km     | Vincitore di tappa | Leader cl. generale |
| ------ | --------- | ------------------------------------------- | ------ | ------------------ | ------------------- |
| Pr.    | 15 giugno | Manlleu > Manlleu (cron. individuale)       | 3,1    | Maurizio Fondriest | Maurizio Fondriest  |
| 1ª     | 16 giugno | Manlleu > Monastero di Montserrat           | 191,0  | Laurent Jalabert   | Laurent Jalabert    |
| 2ª     | 17 giugno | Manresa > Torredembarra                     | 172,4  | Mario Cipollini    | Laurent Jalabert    |
| 3ª     | 18 giugno | Torredembarra > Barcellona                  | 169,5  | Mario Cipollini    | Laurent Jalabert    |
| 4ª     | 19 giugno | Bellver de Cerdanya > Taüll                 | 226,8  | José María Jiménez | Laurent Jalabert    |
| 5ª     | 20 giugno | Taüll > Lleida                              | 163,3  | Mario Cipollini    | Laurent Jalabert    |
| 6ª     | 21 giugno | Torrelavit > Torrelavit (cron. individuale) | 21,6   | Melchor Mauri      | Laurent Jalabert    |
| 7ª     | 22 giugno | Barcellona > Olot                           | 198,4  | Laurent Jalabert   | Laurent Jalabert    |
| Totale | Totale    | Totale                                      | 1146,1 |                    |                     |

## Dettagli delle tappe

### Prologo
- 15 giugno: Manlleu – (cron. individuale) - 3,1 km

Risultati
| Pos. | Corridore          | Squadra    | Tempo |
| ---- | ------------------ | ---------- | ----- |
| 1    | Maurizio Fondriest | Lampre     | 3'54" |
| 2    | Claudio Chiappucci | Carrera J. | a 1"  |
| 3    | Laurent Jalabert   | ONCE       | s.t.  |

| Pos. | Corridore          | Squadra    | Tempo |
| ---- | ------------------ | ---------- | ----- |
| 1    | Maurizio Fondriest | Lampre     | 3'54" |
| 2    | Claudio Chiappucci | Carrera J. | a 1"  |
| 3    | Laurent Jalabert   | ONCE       | s.t.  |

### 1ª tappa
- 16 giugno: Manlleu > Monastero di Montserrat – 191,0 km

Risultati
| Pos. | Corridore        | Squadra    | Tempo    |
| ---- | ---------------- | ---------- | -------- |
| 1    | Laurent Jalabert | ONCE       | 5h02'09" |
| 2    | Enrico Zaina     | Carrera J. | a 1"     |
| 3    | Bo Hamburger     | TVM        | s.t.     |

| Pos. | Corridore        | Squadra    | Tempo    |
| ---- | ---------------- | ---------- | -------- |
| 1    | Laurent Jalabert | ONCE       | 5h06'04" |
| 2    | Bo Hamburger     | TVM        | a 12"    |
| 3    | Enrico Zaina     | Carrera J. | a 13"    |

### 2ª tappa
- 17 giugno: Manresa > Torredembarra – 172,4 km

Risultati
| Pos. | Corridore         | Squadra | Tempo    |
| ---- | ----------------- | ------- | -------- |
| 1    | Mario Cipollini   | Saeco   | 4h08'27" |
| 2    | Silvio Martinello | Saeco   | s.t.     |
| 3    | Laurent Jalabert  | ONCE    | s.t.     |

| Pos. | Corridore        | Squadra    | Tempo    |
| ---- | ---------------- | ---------- | -------- |
| 1    | Laurent Jalabert | ONCE       | 9h14'30" |
| 2    | Bo Hamburger     | TVM        | a 20"    |
| 3    | Enrico Zaina     | Carrera J. | a 21"    |

### 3ª tappa
- 18 giugno: Torredembarra > Barcellona – 169,5 km

Risultati
| Pos. | Corridore        | Squadra | Tempo    |
| ---- | ---------------- | ------- | -------- |
| 1    | Mario Cipollini  | Saeco   | 4h33'05" |
| 2    | Ján Svorada      | Lampre  | s.t.     |
| 3    | Laurent Jalabert | ONCE    | s.t.     |

| Pos. | Corridore        | Squadra    | Tempo     |
| ---- | ---------------- | ---------- | --------- |
| 1    | Laurent Jalabert | ONCE       | 13h47'35" |
| 2    | Bo Hamburger     | TVM        | a 20"     |
| 3    | Enrico Zaina     | Carrera J. | a 21"     |

### 4ª tappa
- 19 giugno: Bellver de Cerdanya > Taüll – 226,8 km

Risultati
| Pos. | Corridore          | Squadra    | Tempo    |
| ---- | ------------------ | ---------- | -------- |
| 1    | José María Jiménez | Banesto    | 6h28'10" |
| 2    | Claudio Chiappucci | Carrera J. | a 1"     |
| 3    | Félix García Casas | Kelme      | a 15"    |

| Pos. | Corridore        | Squadra    | Tempo     |
| ---- | ---------------- | ---------- | --------- |
| 1    | Laurent Jalabert | ONCE       | 20h16'25" |
| 2    | Bo Hamburger     | TVM        | a 20"     |
| 3    | Enrico Zaina     | Carrera J. | a 21"     |

### 5ª tappa
- 20 giugno: Taüll > Lleida – 163,3 km

Risultati
| Pos. | Corridore          | Squadra | Tempo    |
| ---- | ------------------ | ------- | -------- |
| 1    | Mario Cipollini    | Saeco   | 4h33'05" |
| 2    | Ján Svorada        | Lampre  | s.t.     |
| 3    | Christophe Capelle | GAN     | s.t.     |

| Pos. | Corridore        | Squadra    | Tempo     |
| ---- | ---------------- | ---------- | --------- |
| 1    | Laurent Jalabert | ONCE       | 24h14'34" |
| 2    | Bo Hamburger     | TVM        | a 20"     |
| 3    | Enrico Zaina     | Carrera J. | a 21"     |

### 6ª tappa
- 21 giugno: Torrelavit (cron. individuale) – 21,6 km

Risultati
| Pos. | Corridore        | Squadra | Tempo  |
| ---- | ---------------- | ------- | ------ |
| 1    | Melchor Mauri    | ONCE    | 20'50" |
| 2    | Laurent Jalabert | ONCE    | a 1"   |
| 3    | Aitor Garmendia  | Banesto | a 8"   |

| Pos. | Corridore        | Squadra | Tempo     |
| ---- | ---------------- | ------- | --------- |
| 1    | Laurent Jalabert | ONCE    | 24h35'25" |
| 2    | Melchor Mauri    | ONCE    | a 35"     |
| 3    | Jesús Montoya    | Banesto | a 49"     |

### 7ª tappa
- 22 giugno: Barcellona > Olot – 198,4 km

Risultati
| Pos. | Corridore        | Squadra    | Tempo    |
| ---- | ---------------- | ---------- | -------- |
| 1    | Laurent Jalabert | ONCE       | 4h49'29" |
| 2    | Enrico Zaina     | Carrera J. | s.t.     |
| 3    | Jesús Montoya    | Banesto    | s.t.     |

| Pos. | Corridore        | Squadra | Tempo     |
| ---- | ---------------- | ------- | --------- |
| 1    | Laurent Jalabert | ONCE    | 29h24'54" |
| 2    | Melchor Mauri    | ONCE    | a 35"     |
| 3    | Jesús Montoya    | Banesto | a 49"     |

## Classifiche finali

### Classifica generale
| Pos. | Corridore                 | Squadra          | Tempo     |
| ---- | ------------------------- | ---------------- | --------- |
| 1    | Laurent Jalabert          | ONCE             | 29h24'54" |
| 2    | Melchor Mauri             | ONCE             | a 46"     |
| 3    | Jesús Montoya             | Banesto          | a 49"     |
| 4    | Enrico Zaina              | Carrera Jeans    | a 1'17"   |
| 5    | Bo Hamburger              | TVM-Polis Direct | a 1'48"   |
| 6    | Francisco Mauleón Unsuain | Mapei-Quick Step | a 1'49"   |
| 7    | Daniel Clavero            | Kelme-Artiach    | a 3'04"   |
| 8    | Stephen Hodge             | Festina          | a 3'23"   |
| 9    | Juan Carlos Vicario       | Castellblanch    | a 6'11"   |
| 10   | José María Jiménez        | Banesto          | a 6'22"   |

### Classifica scalatori
| Pos. | Corridore          | Squadra       | Punti |
| ---- | ------------------ | ------------- | ----- |
| 1    | Pascal Hervé       | Festina       | 68    |
| 2    | José María Jiménez | Banesto       | 45    |
| 3    | Félix García Casas | Kelme-Artiach | 40    |

### Classifica sprint
| Pos. | Corridore          | Squadra        | Punti |
| ---- | ------------------ | -------------- | ----- |
| 1    | Orlando Rodrigues  | Kelme-Artiach  | 17    |
| 2    | Félix García Casas | Kelme-Artiach  | 8     |
| 3    | Marco Zen          | Lampre-Panaria | 5     |

### Classifica squadre
| Pos. | Squadra       | Tempo     |
| ---- | ------------- | --------- |
| 1    | ONCE          | 88h07'05" |
| 2    | Kelme-Artiach | a 10'54"  |
| 3    | Banesto       | a 15'15"  |